# Paramount+
Paramount+ (voorheen: CBS All Access) is een Amerikaanse OTT-streamingdienst. Het bedrijf wordt beheerd door CBS Interactive, een dochteronderneming van ViacomCBS. De streamingdienst biedt hoofdzakelijk film- en televisiecontent van Paramount Pictures en CBS aan.

## Geschiedenis
Op 28 oktober 2014 werd CBS (onderdeel van CBS Corporation) de eerste Amerikaanse televisiezender met een eigen OTT-streamingdienst. Het platform, getiteld CBS All Access, bood de kans om zowel hedendaagse als oude programma's en series van CBS te streamen. Ook bepaalde live-sportwedstrijden, waaronder wedstrijden van de NFL, konden via CBS All Access gestreamd worden.
In de loop van 2017 werd de serie Star Trek: Discovery exclusief op de streamingdienst uitgebracht, waarna het aantal abonnees van CBS All Access van anderhalf miljoen naar twee miljoen steeg.
In 2019 fuseerde CBS Corporation opnieuw met het mediaconglomeraat Viacom, dat zich in 2006 had afgesplitst van het bedrijf. Als een gevolg van de fusie werden ook programma's van Nickelodeon onderdeel van CBS All Access. Omdat Viacom ook het moederbedrijf was van onder meer filmstudio Paramount Pictures, VOD-platform Pluto TV en zenders als MTV, Comedy Central, BET en VH1 werden in 2020 plannen aangekondigd om CBS All Access te hervormen, het aanbod uit te breiden en de streamingdienst een jaar later ook in Latijns-Amerika, Australië en Scandinavië beschikbaar te maken. Tussen februari 2019 en december 2020 verdubbelde het aantal abonnees van vier naar acht miljoen. Op 4 maart 2021 werd CBS All Access omgedoopt tot Paramount+.
In Nederland zou Paramount+ midden 2022 lanceren. Hiervoor werkt ViacomCBS samen met Comcast om hun aanbod te bundelen als SkyShowtime. Het aanbod van Paramount+ zal dankzij deze samenwerking gebundeld worden met het aanbod van Showtime, Nickelodeon, Sky Studios, Universal Studios en Peacock.
Paramount+ (of SkyShowtime) wordt niet zelfstandig gelanceerd in België. Wel werden enkele titels uit het Paramount+ aanbod exclusief beschikbaar gesteld op Streamz.
In november 2023 werd een deal gesloten waarbij een groot deel van de catalogus van Paramount+ per 22 december 2023 stapsgewijs beschikbaar kwam op Streamz.

## Aanbod
Paramount+ biedt in de Verenigde Staten hoofdzakelijk film- en televisieproducties aan van dochterondernemingen van ViacomCBS, waaronder Paramount Pictures, CBS, MTV, Comedy Central, BET en Nickelodeon. Onder meer bekende filmreeksen als The Godfather, Mission: Impossible en Paranormal Activity en televisieseries als Star Trek, Cheers, MacGyver, Twin Peaks en CSI: Miami behoren tot het aanbod van de streamingdienst. Daarnaast bevat het aanbod ook producties die exclusief voor de streamingdienst ontwikkeld werden, waaronder The Good Fight (2017–), Star Trek: Discovery (2017) en Star Trek: Picard (2020). In 2020 werd in de Verenigde Staten ook de film The SpongeBob Movie: Sponge on the Run via de streamingdienst uitgebracht.
In de Verenigde Staten kunnen via Paramount+ ook sportwedstrijden van de NFL, National Women's Soccer League, UEFA Champions League en UEFA Europa League gestreamd worden.